# BK VEF Rīga

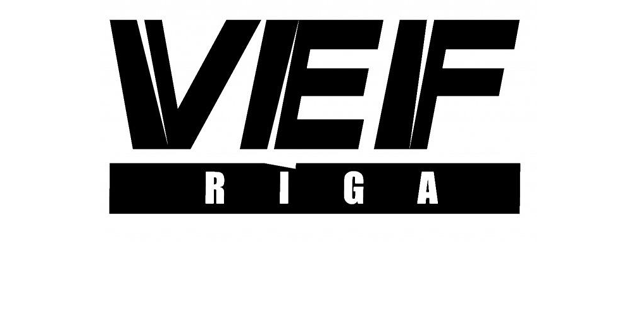
Znak klubu

BK VEF Rīga je lotyšský mužský basketbalový klub. Klub byl založen v roce 1958, zanikl roku 1992, ale v roce 2007 byl znovu obnoven. Název klub získal podle výrobce elektrotechniky VEF (Valsts elektrotehniskā fabrika). Ten zanikl již roku 1999, ale když byl klub obnovován, tradiční název si ponechal. Přezdívá se mu také Vefinš. (Existoval také fotbalový klub FK VEF Riga, který ale zcela zanikl.) V sovětské basketbalové lize to VEF třikrát dotáhlo na bronzovou příčku (1960, 1966, 1991). Od obnovení v roce 2007 pak patří k nejúspěšnějším lotyšským klubům, již desetkrát vyhrálo lotyšskou ligu (2011, 2012, 2013, 2015, 2017, 2019, 2020, 2021, 2022, 2023), dvakrát lotyšský pohár (2022, 2023), jednou Lotyšsko-estonskou ligu (2022) a hrálo finále Baltského poháru (2011). V letech 2009-2019 hrála Riga též ruskou ligu VTB, od roku 2019 hraje Ligu mistrů. K nejslavnějším hráčům v sovětské éře patřil Valdis Valters, v klubu působil v letech 1976–1989 a je členem síně slávy FIBA. K dalším slavným hráčům patřili Jānis Krūmiņš (trojnásobný mistr Evropy), Igors Miglinieks (olympijský vítěz) nebo Maigonis Valdmanis (trojnásobný mistr Evropy). Ke známým trenérům patřil Rimas Kurtinaitis. Své domácí zápasy hraje v Olimpiskais sporta centrs, s kapacitou 830 diváků, k významnějším zápasům využívá Arénu Riga, která pojme až 14 tisíc diváků. Klubovými barvami jsou černá a bílá, dres je v základní sadě černý.